# منقول

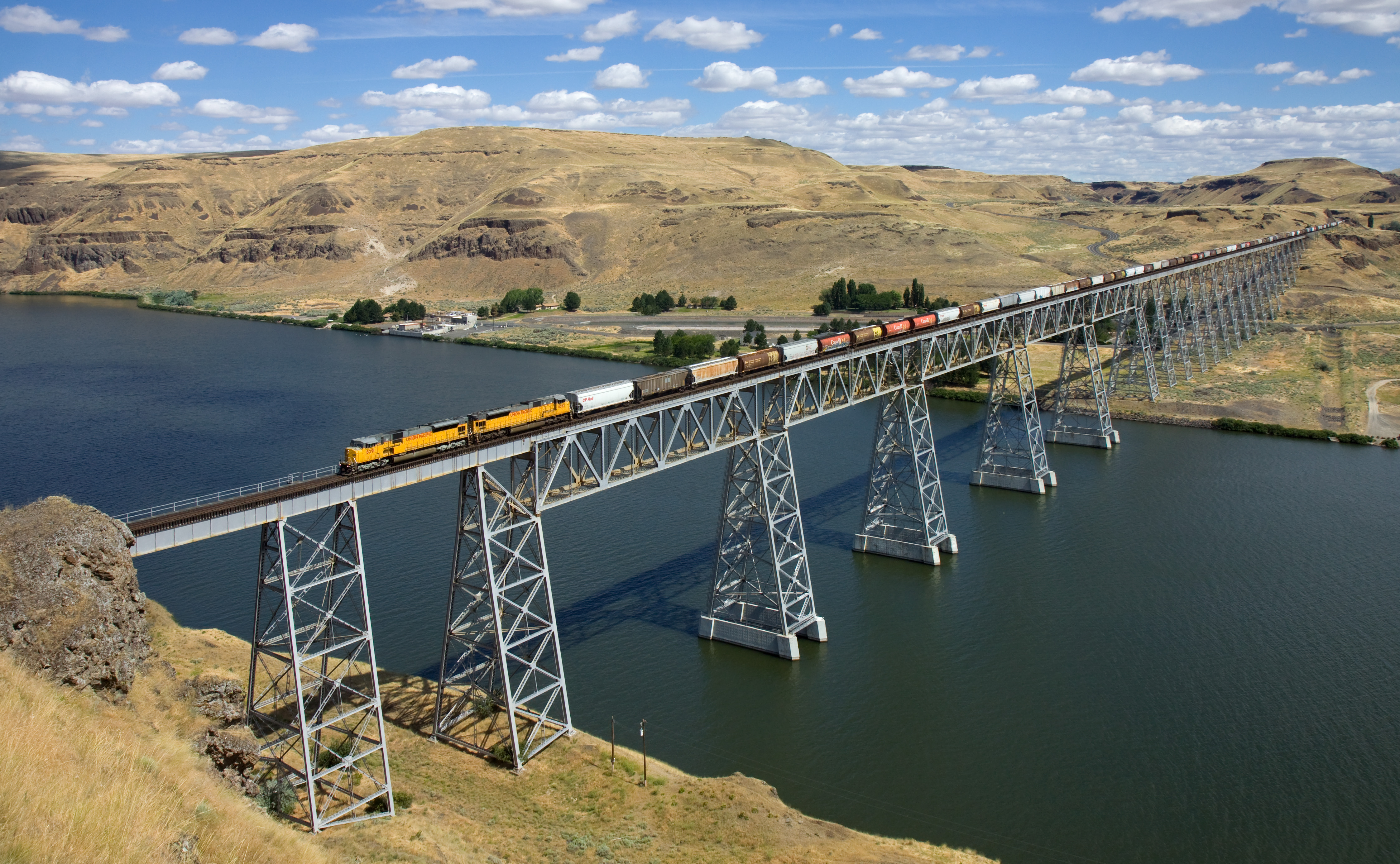
قطار شحن بضائع، ولاية واشنطن

المنقولات هي الأشياء التي يمكن نقلها دون تلف وتنقسم إلى نوعين المنقول بطبيعته والمنقول بحسب المآل.

## المنقول بطبيعته
هي الأشياء التي يمكن نقلها من مكانها دون تلف (فالإنسان ليس بمنقول).

## المنقول بحسب المآل
يقصد بالمنقول بحسب المآل عقار بطبيعته سيتحول حتماً وفي المدى القريب إلى منقول، مثل البناء الذي سيهدم قريباً أو الأشجار التي يتم قطعها، وهكذا.
شروط المنقول بحسب المآل:
1. أن يكون التطور الطبيعي والمصير الحتمي للعقار أن يتحول إلى منقول وهذا هو أساس فكرة المنقول بحسب المآل.
2. أن يكون هذا التحول حتمياً وفي المدى القريب. والذي يحدد المدى القريب عند النزاع هو القاضي وملازم القاضي

نتائج اعتبار العقار منقولاً بحسب المآل:
إذا توفرت الشروط السابقة فإن العقار بطبيعته يعد منقولاً بحسب المآل وتطبق عليه جميع الأحكام التي تطبق على المنقول.